# Homoneura pentadistola
Homoneura pentadistola är en tvåvingeart som beskrevs av Kim 1994. Homoneura pentadistola ingår i släktet Homoneura och familjen lövflugor. Inga underarter finns listade i Catalogue of Life.